# 尼埃尔·奎因
尼爾·昆尼，MBE (Honorary)（英語：Niall John Quinn，1966年10月6日—）出生於都柏林，是一名已退役愛爾蘭職業足球員，曾擔任英超球會新特蘭的領隊及主席。

## 球員生涯

### 早期生涯
昆尼早期曾是蓋爾式足球的運動員。及後以足球為人生事業。他初時效力本地球會Manortown United及Lourdes Celtic。

### 阿仙奴
昆尼在1983年成為阿仙奴的職業球員。在1985年12月對利物浦的比賽中首次上陣，他的出色表現為他得到"Mighty Quinn"的稱號。自1986-87年球季，昆尼成為阿仙奴的主力球員，並為球隊赢得1987年聯賽盃。但是，隨新球員的加盟，昆尼的上陣時間開始減少。他總共為阿仙奴上陣94次取得20個入球。

### 曼城
昆尼於1990年3月以80萬鎊加盟曼城，在首個賽季射入22球。他曾在1991年4月20日的比賽中，同事取得入球及客串門將救出十二碼，令球隊以2-1打敗打比郡，令對手直接降班。他共為曼城效力6個球季，上陣245次取得78個入球。他在93-94年球季嚴重膝傷，導致錯過94年世界盃。

### 新特蘭
昆尼在1996年加盟新特蘭。他跟的搭擋非常成功，翌年帶領球隊重返英超。他是首個在新特蘭光明球場取得入球的球員。他跟奇雲·菲臘斯的搭擋令新特蘭在1999-2000及2000-01球季兩次取得英超第七名，為球隊二戰後最佳成績。直至2002年因傷退休。他將自己退休紀念賽(新特蘭對愛爾蘭國家隊)所有收益全部用作捐款。

## 國家隊生涯
昆尼在1986年首次代表愛爾蘭上陣，共上陣92次取得21個入球，退休時為國家隊歷來最多入球的球員。他曾代表愛爾蘭出戰88年歐國盃，1990年及2002年世界盃。在1990年世界盃對荷蘭國家隊比賽追平，令球隊進級次圈。2002年在小組賽的入球，成為德國在該屆決賽前唯一失球。

## 新特蘭主席
新特蘭自2002-03年降班後出現財政短絀，令球隊缺乏資金收購球員。在2005-06再次以破紀錄英超降班後，昆尼率領一個愛爾蘭財團收購，並在2006年7月成為新特蘭主席及領隊。
但是他的領隊表現差劣，球隊開季連輸四場，在聯賽盃被英乙球隊巴利淘汰。昆尼隨即找來國家隊隊友為新任領隊。這個決定，令不少人大跌眼鏡，因兩人曾在2002世界盃時有嚴重爭拗，令堅尼退隊。但是，是次任命十分成功，同季堅尼便帶領新特蘭重返英超。昆尼常會跟家人一同出席新特蘭的比賽。
2011年10月3日昆尼離任新特蘭主席，改由於2008年入股的美籍東主艾利斯·索治（Ellis Short）繼任，雖然有傳他會出任舊東主曼城懸空的行政總監職位，但他仍會留隊負責國際發展事務。

## 外部連結
- 足球数据库：尼爾·昆尼的球员统计数据
- 足球資料庫：尼爾·昆尼的領隊統計數據

| 商界職務       | 商界職務             | 商界職務           |
| -------------- | -------------------- | ------------------ |
| 前任： 卜·梅利 | 新特蘭主席 2006–2011 | 繼任： 艾利斯·索治 |
| 體育角色       |                      |                    |
| 前任： (暫代)  | 新特蘭領隊 2006      | 繼任：             |